# Abas III
Abas III (em persa: عباس سوم; janeiro de 1732 - fevereiro de 1740) foi último xá do Império Safávida, sucessor de seu pai Tamaspe II (r. 1729–1732). Ele foi destronado por Nader Xá.

## Vida
Abas era filho de Tamaspe II (r. 1729–1732) e sua esposa Xapuri Begum. Com a deposição de seu pai por Nader Cã (futuro Nader Xá), o infante Abas foi nomeado governante nominal da Pérsia em 7 de setembro de 1732. Nader Cã, que era o governante real do país, assumiu as posições de representante do Estado e vice-rei. Abas foi deposto em março de 1736, quando Nader Cã coroou-se Nader Xá. Isso marcou o fim oficial do Império Safávida. Abas foi enviado para sua família na prisão em Sabzevar, no Coração.
Em 1738, Nader Xá fez uma campanha contra o Afeganistão e Índia, deixando seu filho Reza Coli Mirza para governar o reino em sua ausência. Ouvindo rumores de que Nader morreu, Reza fez preparativos para assumir a coroa. Segundo o mais "autoritativo relato", Maomé Huceine Cã Cajar, a quem foi confiada a supervisão de Abas e sua família, alertou Reza de que as pessoas de Sabzevar ergueriam em revolta, libertariam Tamaspe e colocariam-o novamente no trono ao ouvirem da morte de Nader. Reza deu ordens a Maomé para executar Tamaspe e seus filhos. Maomé estrangulou Tamaspe, cortou o jovem Abas com sua espada e fez com que seu irmão Ismail fosse morto. Segundo Michael Axworthy, a data para esses eventos é especulativa, mas provavelmente ocorreram em maio ou junho de 1739.